# Абросимово (Костромская область)
Абросимово — посёлок в Нейском муниципальном округе (до 29 марта 2021 года — Нейский район) Костромской области, при одноимённом железнодорожном разъезде линии Буй—Котельнич Северной железной дороги, входил в состав Михалёвского сельского поселения.

## География
Рядом с посёлком и разъездом проходит автодорога регионального значения 34Н-20 Нея—Мантурово.

## История
Разъезд и посёлок при нём получили своё название от находившейся рядом деревни Абросимово. 

В 1678 году деревня Абросимово, состоявшая из 6 дворов, относилась к Потрусовской волости Кологривского уезда, была вотчиной Паисиева монастыря в Галиче.

## Население
| 2008 | 2010 | 2014 |
| ---- | ---- | ---- |
| 179  | ↗245 | ↘218 |

По данным Всероссийской переписи населения 2002 года в посёлке Абросимово Михалёвского сельсовета проживали 283 человека, преобладающая национальность жителей — русские (95%).

## Инфраструктура
В посёлке, по состоянию на 2019 год, функционировали основная школа с группой дошкольного воспитания, библиотека, сельский клуб, фельшерско-акушерский пункт. По состоянию на 2022 год школы в посёлке нет, дети обучаются в школе города Нея. 
Памятники и памятные места
- Обелиск павшим героям-землякам[13][14].